# コンテリクラマゴケ
コンテリクラマゴケ Selaginella uncinata は、イワヒバ科のシダ植物の1つ。この類では比較的大柄で、それに青みを帯びた葉が美しいので栽培される。中国原産だが、日本では野生化している地域もある。

## 特徴
常緑性の多年生草本。主茎は地上を横に這って長さ30-60cmに達する。所々に側枝と、その基部から担根体を出す。
葉は2形性、つまり茎の下側から左右両側に出る腹葉と茎の背面に並ぶ背葉の区別がある。いずれの葉も表面に紺色の光沢がある。腹葉は大きな角度で横に突き出し、長楕円形から卵形、先端は尖り、縁は滑らかで白い膜がある。背葉は狭卵形で長さ約1cm、先端は尖るか、尖って突き出す。縁は滑らかで、やはり白い膜状部がある。主茎には葉はまばらに付く。側枝では葉は密に付き、枝は葉と共に水平に展開し、扁平になる。　
胞子嚢穂は四角柱状で長さ約1cm。胞子葉はみな同型で、卵状三角形、先端が尖り、縁は滑らか。胞子嚢には大小の2形がある。
和名は葉の表面が紺色で光沢があることから。漢名は翠雲草と言い、これも同じ理由である。英名　hooked spike-moss, rainbow moss

## 分布
中国南部から西南部に分布する。日本には観賞用に持ち込まれ、あちこちで野生化している。この種は中国からまずヨーロッパに入った。日本へ入ったのが明治初年頃（1870年前後）のことで、ヨーロッパかあるいはアメリカからとされる。

## 近似種など
同属には日本に他にも種があるが、多くは這い回る小型種である。その中では南西諸島にあるオニクラマゴケが大柄で立ち上がる点では似ている。ただし葉の色は緑から深緑色なので明確に区別できる。他に立ち上がるものにはカタヒバ等もあるが、それらは主茎そ側枝では葉の付き方が異なり、見かけでは茎と葉のように見え、ずいぶん違った印象を与えるものである。

## 利用
その美しさから観賞用に栽培される。よく繁茂し、温室などでは勝手に床一面に広がることも多い。ある程度の耐寒性があり、関東以西では野外で冬を越せる。
また、薬草として解毒、利尿などの効果があるとされる。

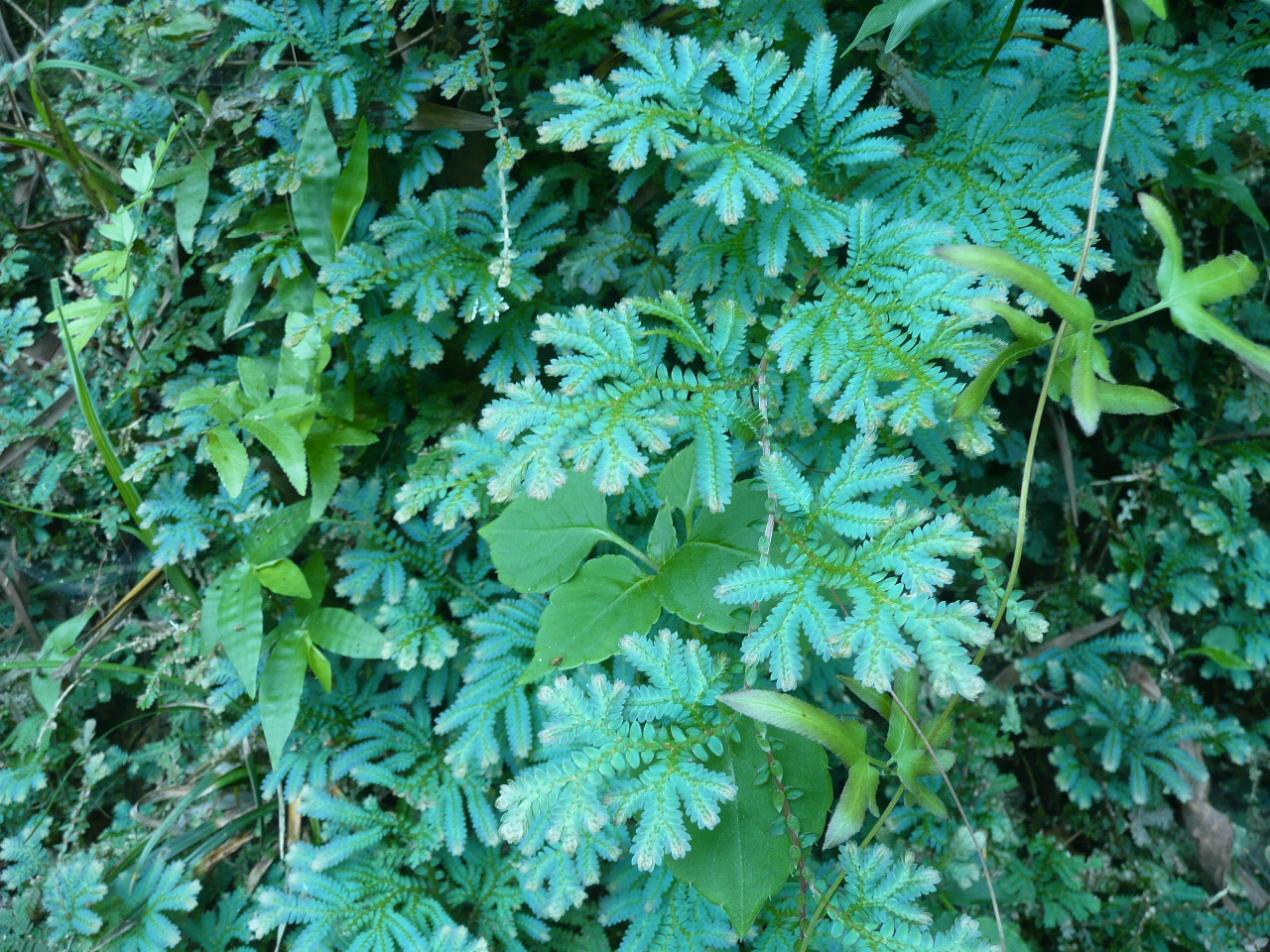
主茎は長く伸びる
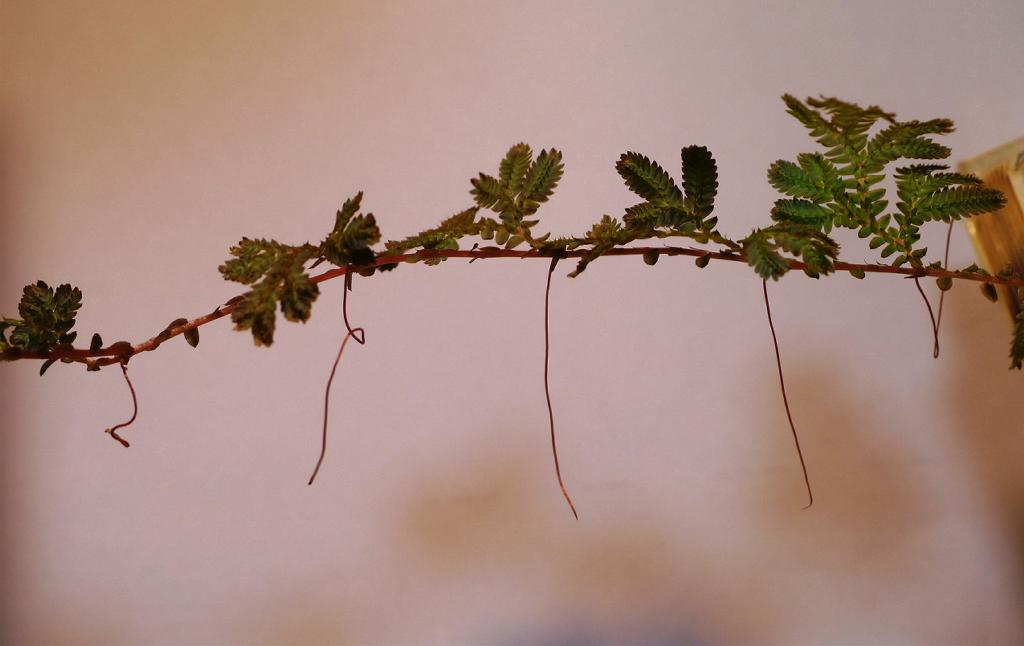
主茎の枝の根本から担根体が出る
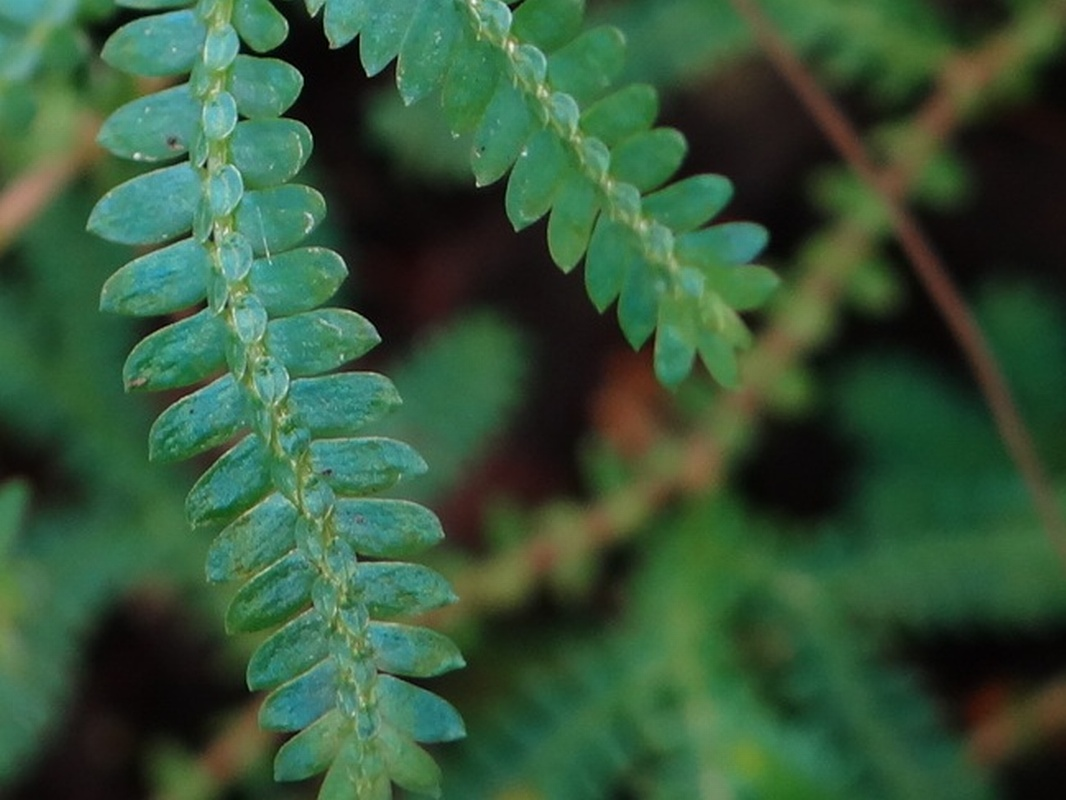
背葉と腹葉の区別がある